# Giro della Provincia di Reggio Calabria 1976
Il Giro della Provincia di Reggio Calabria 1976, trentasettesima edizione della corsa, si svolse il 28 marzo 1976 su un percorso di 253 km, con partenza e arrivo a Reggio Calabria. La vittoria fu appannaggio dell'italiano Enrico Paolini, che completò il percorso in 6h37'00", alla media di 38,237 km/h, precedendo il connazionale Franco Bitossi e l'australiano Gary Clively.

## Ordine d'arrivo (Top 10)
| Pos. | Corridore          | Squadra            | Tempo    |
| ---- | ------------------ | ------------------ | -------- |
| 1    | Enrico Paolini     | Scic               | 6h37'00" |
| 2    | Franco Bitossi     | Zonca              | s.t.     |
| 3    | Gary Clively       | Magniflex          | s.t.     |
| 4    | Fabrizio Fabbri    | Bianchi-Campagnolo | s.t.     |
| 5    | Ole Ritter         | Sanson             | s.t.     |
| 6    | Giovanni Battaglin | Jollj Ceramica     | s.t.     |
| 7    | Bruce Biddle       | Cuneo-Bonetto      | s.t.     |
| 8    | Roger De Vlaeminck | Brooklyn           | a 1'34"  |
| 9    | Felice Gimondi     | Bianchi-Campagnolo | s.t.     |
| 10   | Italo Zilioli      | Furzi-Vibor        | s.t.     |